# Stéphane Marseille
Pour les articles homonymes, voir Marseille (homonymie).
Stéphane Marseille, né le 15 avril 1987 à Reims, est un footballeur français évoluant au poste de milieu de terrain.

## Biographie

### Parcours en club
Il intègre très jeune le Stade de Reims où il suit toute sa formation jusqu'en CFA2 (cinquième division). Il quitte Reims en 2005 pour l'AS Nancy-Lorraine où il ne parvient pas à se faire une véritable place au sein du groupe professionnel.
Après un nouveau passage à Reims, il décide de prendre la direction de Compiègne (CFA) en 2007 pour se relancer et ainsi pouvoir démontrer les espérances placées en lui lors de ses classes. En vain : après une saison passée dans l'Oise, Compiègne décide de ne pas le conserver.
Stéphane Marseille s'engage alors en faveur de l'AS Fresnoy-le-Grand, équipe de Division d'Honneur de la Ligue de Picardie, soit l'équivalent de la sixième division. Le club est présidé par Francis Lalanne,.
Depuis 2011, il évolue à l'IC Lambersart en PH
En 2012, il arrête complètement le football pour se consacrer à sa famille. Il se marie et devient père d'une petite fille.
Il se remet au sport à la rentrée 2015 dans un petit club de Wambrechies mais se blesse lors d'un match de préparation : rupture du tendon d'Achille, 12 mois d'indisponibilité et saison terminée.
Il travaille ensuite dans un Intersport à Lomme (Nord).

### Parcours en sélection
Stéphane Marseille compte plusieurs sélections en équipe de France des moins de 17 ans avec laquelle il a été champion d'Europe en 2004.

## Palmarès

### En sélection
- France -17 ans
  - 2004 : Vainqueur du Championnat d'Europe
  - 2004 : Vainqueur d'un tournoi en République tchèque